# Sankt Sebastian
Sankt Sebastian là một đô thị ở huyện Mayen-Koblenz bang Rheinland-Pfalz, phía tây nước Đức. Đô thị Sankt Sebastian có diện tích 2,88 km².